# Brug 1862
Brug 1862 is een bouwkundig kunstwerk in Amsterdam Nieuw-West.
Deze brug zorgt ervoor dat bewoners van de straat en buurt Kortrijk, vernoemd naar het Belgische Kortrijk, hun buurt kunnen betreden of verlaten. Kortrijk bestaat eigenlijk uit één doodlopende weg waaraan eengezinswoningen staan. Het heeft voor snelverkeer middels brug 2388 slechts één in- en uitgang. Voor voetgangers en fietsers werden twee soortgelijke bruggen gebouwd, brug 1861 en 1862. Ze vertonen grote gelijkenis. Ze hebben in de balustraden zitjes; balustraden en zitjes lopen taps. De zitjes zijn hier al lang verdwenen, maar de hechtingen zijn nog wel zichtbaar.
Het ontwerp van beide bruggen kwam van architect Gunnar Daan, die ze omschreef als voetbrug met bankjes. De burg geeft ook verbinding tussen de buurt en de eindhalte van Tramlijn 2 in het Oudenaardeplantsoen.

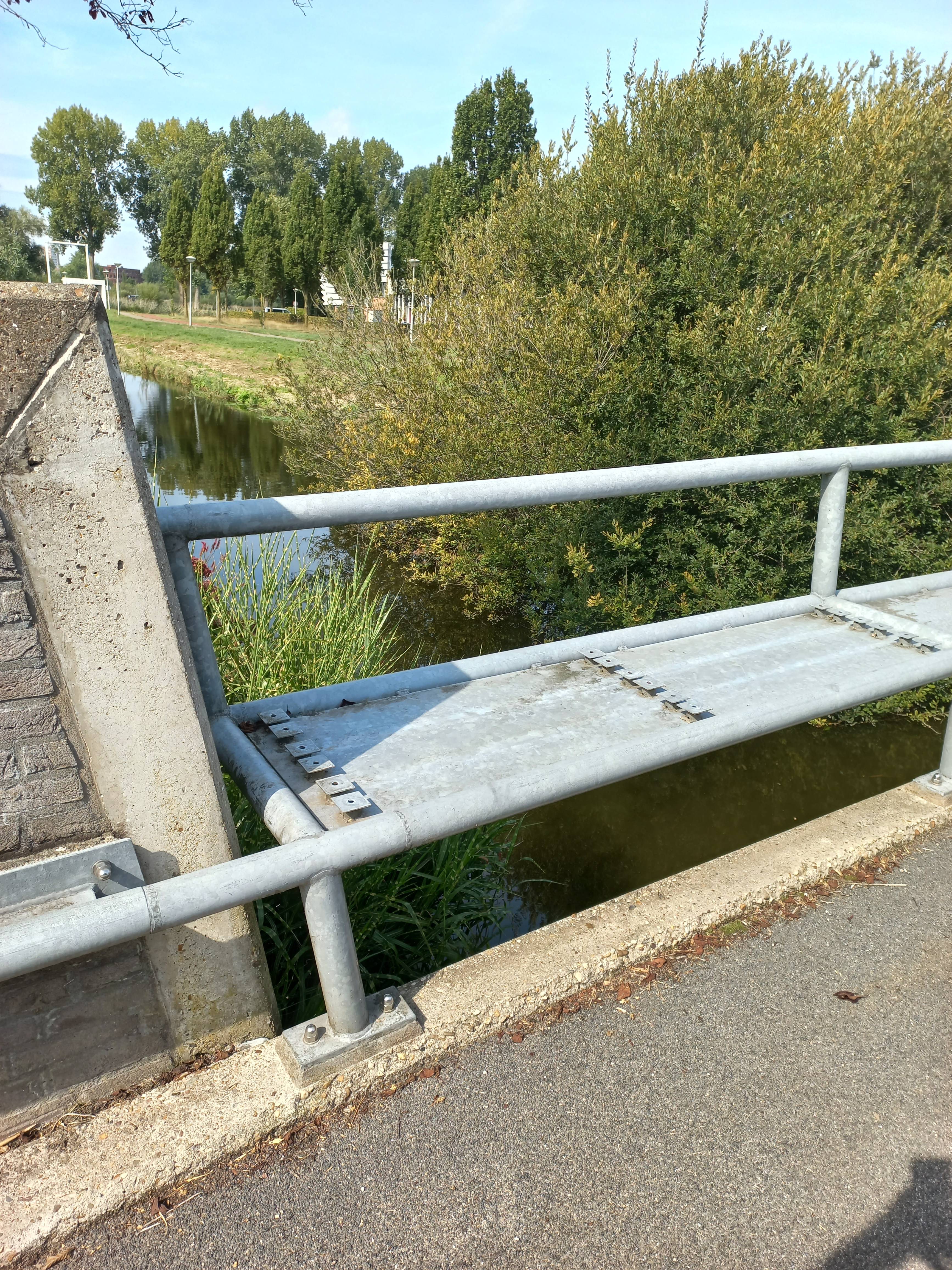
Voormalig zitjes (september 2022)

<<< · 1800 · 1801 · 1802 · 1803 · 1804 · 1805 · 1806 · 1807 · 1808 · 1809 ·  1810 · 1811 · 1812 · 1813 · 1814 · 1815 · 1816 · 1818 · 1819 · 1820 · 1821 · 1822 · 1823 · 1824 · 1826 · 1827 · 1828 · 1829 · 1830 · 1831 · 1832 · 1833 · 1834 · 1835 · 1836 · 1837 · 1838 · 1839 · 1840 · 1841 · 1842 · 1843 · 1844 · 1845 · 1846 · 1847 · 1848 · 1849 · 1850 · 1851 · 1852 · 1853 · 1854 · 1855 · 1856 · 1857 · 1858 · 1859 · 1860 · 1861 · 1862 · 1863 · 1864 · 1865 · 1866 · 1867 · 1868 · 1869 ·  1870 · 1871 · 1872 · 1873 · 1874 · 1875 · 1876 · 1877 · 1879 ·  1880 · 1881 · 1882 · 1883 · 1884 · 1885 · 1886 · 1888 · 1889 · 1890 · 1891 · 1892 · 1893 · 1894 · 1895 · 1896 · 1897 · 1898 · 1899 · >>>
Brugnummers 1817, Brug 1819, 1820, 1825, 1878, 1887  zijn niet (meer) vergeven.